# Teoria das supercordas
A teoria das supercordas, ou teoria das cordas supersimétricas, é uma versão da teoria das cordas, que incorpora férmions e supersimetria.
Essa teoria requer um mundo de 10 dimensões, com algumas enroladas num nível microscópico e algumas dimensões "grandes" que percebemos como "real". Caso contrário, há efeitos quânticos que tornam a teoria inconsistente ou 'anômala'. Em 10 dimensões do espaço-tempo, os efeitos podem precisamente se cancelar deixando a teoria livre de anomalias. Entretanto, ela cria um mundo onde a distinção entre o espaço e o tempo é falacioso (como descrito pela relatividade geral). Um mundo onde, de fato, a própria noção de espaço-tempo desaparece.
No caso da teoria das cordas, a consistência requer que o espaço-tempo tenha 10 dimensões (espaço regular 3D + 1 tempo + hiperespaço 6D). No espaço-tempo de 10 dimensões da teoria das supercordas, ainda é observado apenas um espaço-tempo tetra-dimensional. Para, de alguma forma,  as supercordas descrever o nosso universo, as 6 dimensões extras se enrolam em um pequeno espaço compacto. Se o tamanho do espaço compacto é da ordem da escala das cordas (10−33 cm), não seriamos capazes de detectar a presença destas dimensões extras diretamente - elas são muito pequenas. O resultado final é que voltamos ao nosso familiar (3D + 1T) mundo dimensional, mas há uma "bola" muito pequena de 6 espaços dimensional associada a cada ponto do nosso universo tetra-dimensional.

## História
No início de 1980, Edward Witten descobriu que a maioria das teorias da gravidade quântica não poderia acomodar fermiões quirais como o neutrino. Isso levou-o, em colaboração com Luis Alvarez-Gaume, a estudar as violações das leis de conservação nas teorias de gravidade com anomalias, concluindo que o tipo I da teorias de cordas era inconsistente. Green e Schwarz descobriram uma contribuição para a anomalia que Witten e Alvarez-Gaume não tinham visto, que restringiu o grupo de calibre do tipo da teoria das cordas a ser SO(32). Ao começar a entender este cálculo, Edward Witten convenceu-se de que a teoria das cordas era realmente uma teoria consistente da gravidade, e tornou-se um grande defensor das supercordas. Seguindo o exemplo de Witten, entre 1984 e 1986, centenas de físicos começaram a trabalhar neste campo, e isso às vezes é chamada a primeira revolução das supercordas.
Em 1995, na conferência anual dos teóricos das cordas da Universidade do Sul da Califórnia (USC), Edward Witten fez um discurso sobre a teoria das cordas que, em essência, uniu as cinco teorias das cordas que existiam na época,dando origem a uma nova teoria dimensional com 11 dimensões, chamada teoria-M. A Teoria-M também foi prefigurado na obra de Paul Townsend aproximadamente ao mesmo tempo. A onda de atividade que começou neste momento é às vezes designada de segunda revolução das supercordas. A teoria-M tem o mérito de englobar as teorias de super-cordas e de constituir um quadro de trabalho muito elegante e abrangente. No entanto, tal como as super-cordas, estamos muito longe de poder testar experimentalmente esta teoria.

## 5 tipos de teorias
Em termos da teoria de perturbação de acoplamento fraco parece haver apenas cinco consistentes teorias das supercordas  conhecidas como: Tipo I SO(32) , Tipo IIA, Tipo IIB, Tipo Heterótica SO(32) e Heterótica E8×E8 .
| Supercordas | Supercordas               | Supercordas |
| ----------- | ------------------------- | --- |
| Tipo        | Dimensões do espaço-tempo | Detalhes - Supersimetria entre as forças e matéria |
| I           | 10                        | Ambas com cordas abertas e fechadas. Inexistência de taquiões. O grupo de simetria é SO(32).                                                            |
| IIA         | 10                        | Apenas cordas fechadas vinculadas às D-branas. Inexistência de taquiões. Fermiões sem massa não são quirais.                                            |
| IIB         | 10                        | Apenas cordas fechadas vinculadas a D-branas. Inexistência de taquiões. Fermiões sem massa quirais.                                                     |
| HO          | 10                        | Apenas com cordas Abertas em expansão . Sem taquiões. Heterotíco, i.e, os movimentos direitos e esquerdo da corda divergem. O grupo simétrico é SO(32). |
| HE          | 10                        | Somente com cordas fechadas. Sem taquiões. Heterotico. Grupo de simetria E8xE8.                                                                         |